# Миссионерское поколение
Миссионерское поколение (англ. Missionary Generation) — поколение людей, которые родились в период с середины 1860-х до начала 1880-х годов. Этот термин отражает активное участие представителей этого поколения в религиозных и социальных реформах, а также их стремление к "миссионерской" работе в смысле проповеди и внесения изменений в общество.

## История возникновения термина
Термин "миссионерское поколение" был введен социологом Дэвидом Рейном в его работе "Поколения", опубликованной в 1991 году. В этой книге Рейн предложил классификацию поколений и разработал терминологию для описания основных черт и влияния каждого поколения на общество.
Миссионерское поколение в значительной степени сформировалось в период индустриальной революции и социокультурных изменений. Его представители стали активными участниками движений за права женщин, антиалкогольных кампаний и других общественных инициатив.
Терминология Дэвида Рейна получила широкое признание, однако точные годы для определения границ поколений могут различаться в разных источниках и исследованиях